# 空韻
空韻亦稱零韵母，和零聲母相對。汉语中有些音节，在傳統漢語界裏被認為是只有声母，没有韵母，称为零韻母音节。而零韻母音节的韻母就是空韵。如“哼”（hm、hng）。相应地，这些声母也可称为“零韵母声母”：有h、m、n、ng四个。书面上，零韵母声母均能独立对字注音，前面一般无其他附带部分，故“零韵母”常是“无形”的。亦有說法指它們並非沒有韻母，只是以元音化的輔音來作韻母，參見音節輔音條。

## ㄭ韻
一般人认为漢語官話中「zhi（ㄓ）、chi（ㄔ）、shi（ㄕ）、ri（ㄖ）、zi（ㄗ）、ci（ㄘ）、si（ㄙ）」後面的i（ㄭ）是空韵。但汉语学界認為它們是有韻母的，其中zhi、chi、shi、ri的韵母被认为是舌尖後不圓唇母音[ʅ]，而zi、ci、si的韵母是舌尖前不圓唇元音[ɿ]。
然而，漢語學家的主張未獲國際語音學學會接受（參見已棄用和非標準的國際音標符號），因此語音學界提出了多種新說。
其中，傳統的語言學者描述它們有「buzzing聲」。不少現代的語言學者則描述它們是音節化的輔音，但有很弱的摩擦，他們把「zhi（ㄓ）、chi（ㄔ）、shi（ㄕ）、ri（ㄖ）」的韻母寫作[ʐ̩]，把「zi（ㄗ）、ci（ㄘ）、si（ㄙ）」的韻母寫作[z̩]。以「si、shi、ri」爲例，它們相應地寫作[sz̩˥]、[ʂʐ̩˥]、[ʐʐ̩˥]。
而對多數人來說，擦音僅持續在元音之前，舌頭和牙齒的位置不變，但是舌頭的接觸略微降低，以从一開始排除高度近似的元音。UCL的John Wells使用了更詳細的轉寫，將前者寫作[ɻᶤ]（如「shi」寫作[ʂɻᶤ]）、後者寫作[z̞ᵚ]（如「si」寫作[sz̞ᵚ]），以上標符號表示元音化的特徵，並在/z/下面加上低降符號表示發音時舌头足夠放鬆以除阻。Sang-Im Lee-Kim則把前者定爲音節性的捲舌近音/ɻ̩/，後者定爲音節性的齒齦近音/ɹ̩/。
另有學者建議將前者定爲閉央不圓唇元音/ɨ/（如「shi」寫作/ʂ͡ɨ/），後者定爲閉後不圓唇元音/ɯ/（如「si」寫作/s͡ɯ/），以表示擦音的發音機制會衍生爲元音。
还有更宽松的发音方式，牙齿放松并明显压低舌头，使shi、ri、si读作[ʂɯ˥]、[ʐɯ˥]、[sɯ˥]，带有相同的元音[ɯ]且没有儿化。